# Amar G. Bose
Amar Gopal Bose (* 2. November 1929 in Philadelphia, Pennsylvania; † 12. Juli 2013 in Wayland, Massachusetts) war ein US-amerikanischer Elektroingenieur und Gründer der Bose Corporation.

## Leben
Boses Vater, Nani Gopal Bose, war ein bengalischer Revolutionär, der aus Kalkutta vor der britischen Kolonial-Polizei geflüchtet war. Er arbeitete als Importeur von Kokosnuss- und Sisalmatten und war in der US-amerikanischen Bürgerrechtsbewegung aktiv. Als das Importgeschäft von Nani Gopal Bose wegen des Zweiten Weltkriegs zusammenbrach, trug der 13-jährige Amar mit der Reparatur von Radiogeräten zum Familieneinkommen bei. Im Alter von 17 Jahren wurde Amar Bose am MIT angenommen und wurde schließlich 1956 bei Yuk-Wing Lee und Norbert Wiener in Elektrotechnik promoviert (Dissertationsthema A Theory of nonlinear systems). Bose wurde Assistenzprofessor am MIT.
Als der Liebhaber klassischer Musik sich eine erstklassige Stereoanlage kaufte, war er trotz der guten technischen Werte vom Höreindruck enttäuscht. Von 1956 bis 1968 betrieb Bose Grundlagenforschung zur Psychoakustik, unter anderem ging er mit einem der ersten Kunstköpfe in den Konzertsaal des Boston Symphony Orchestra. Dabei ermittelte er, dass nur etwa zehn Prozent des Schalls das Ohr auf direktem Weg erreichen, der Rest wird dagegen zuvor an Oberflächen reflektiert. Aus dieser Einsicht entwickelte er einen Lautsprecher, der in alle Raumrichtungen abstrahlte.
Amar Bose dachte lange nicht daran, ein Unternehmen zu gründen, bis ihn sein Doktorvater am MIT, Yuk-Wing Lee, dazu drängte. 1964 gründete er die Bose Corporation. 1968 baute er den Lautsprecher „901 Directing/Reflecting“, der vorwiegend nach hinten und damit indirekt über die Reflexionen der Raumwände abstrahlte. Der Lautsprecher enthielt statt einer üblichen passiven Frequenzweiche einen aktiven Equalizer und ermöglichte – im Gegensatz zu herkömmlichen Stereolautsprechern – ein gutes räumliches Hören an fast jedem Punkt des Raums. Er wurde bis 2015 in verschiedenen weiter entwickelten Serien gefertigt. 1987 gliederte er die Basslautsprecher, die im Chassis viel Raum verschlingen, aus. Sie können beliebig im Raum aufgestellt werden, sodass nur noch kleine Lautsprecher für hohe und mittlere Töne vor den Zuhörern platziert werden müssen. Daraus entstand schließlich 1995 ein Home Entertainment System, das in vielen Heimkinos Verwendung findet. Bose fertigt auch Kopfhörer, die von außen kommende Störgeräusche aktiv neutralisieren, indem sie dasselbe Geräusch in Gegenphase abstrahlen. Bose simuliert auch die Akustik noch nicht gebauter Räume.
Bis zum Tod von Amar G. Bose 2013 war die Bose Corporation eines der wenigen verbliebenen inhabergeführten Unternehmen der Unterhaltungselektronik und beschäftigt heute mehr als 9000 Mitarbeiter. Zu den Prinzipien von Bose gehört, einen großen Teil des Gewinns wieder in die Forschung zu investieren. Er schenkte unter anderem 2011 die Aktienmehrheit an seinem Unternehmen seiner Alma Mater, sodass die Dividenden der Forschung zugutekommen. Neben Audioanlagen gehören inzwischen auch Produkte für die Medizintechnik, Luftfahrt und Automobilindustrie zum Angebot. Anwendungsreif, wenn auch preislich noch nicht konkurrenzfähig, ist ein Stoßdämpfersystem.
Laut Forbes war Bose einer der 1000 reichsten Menschen.

## Auszeichnungen
- 1991: Mitglied der American Academy of Arts and Sciences
- 2011: Ehrenmitglied der Acoustical Society of America

## Schriften
- A. G. Bose, K. N. Stevens: Introductory network theory, Harper and Row 1965